# Академија женског предузетништва
Академија женског предузетништва је невладина организација која делује у области развоја женског предузетништва у Србији, пре свега у Војводини. Налази се у улици Косова 41a у Новом Саду, своје канцеларије има у Суботици и Кикинди.

## Историјат
Академија женског предузетништва је основана 2006. године, а 2009. је постала један од оснивача Пословно – иновативног центра, пословног инкубатора у Бачком Петровцу и једина женска невладина организација у Србији која учествује у управљању институције за подршку старт уповима и предузећима у развоју. Циљеви су им унапређење економског положаја жена у градовима и општинама Србије и квалитета живота жена и мушкараца, деловање на примењивање стандарда из области родне равноправности и њено сврставање у свакодневни живот. Организују акције, образовне програме за жене, двадесет и четири семинара и тренинга годишње са више од тридесет предавача, тренера и ментора.
Баве се издавачком делатношћу, издавачи су публикација „Каталог предузетница Севернобанатског округа”, „Оне су успеле – свој живот узми у своје руке!”, „Корак по корак до властитог бизниса”, „Свој живот узми у своје руке!”, „Женско предузетништво у Србији”, „Жене – покретачи и носиоци екуменизма у пракси”, „Водич за родно буџетирање на општинском нивоу – војвођански модел”, „Паметна инвестиција у програм доживотног учења жена”, „Време је за мој бизнис – Од буџета за грађане ка буџету грађана”, „Социјални профил успешних предузетница”, „Јачање капацитета Општине Бачки Петровац у области бизнис инкубације I и II”, „Жене и њихова каријера у сектору безбедности”, „Знамените Словакиње”, „Жене и креативно заваривање”, „Словачки војвођански мотиви и орнаменти у савременој моди”, „Жене у политици за жене у бизнису”, „Знамените Словакиње Војводине” и „Од неплаћеног до плаћеног и видљивог женског рада”. Реализовали су осамнаест пројеката на националном и међународном нивоу, доквалификовали више од хиљаду седамсто жена широм Србије и сарађивали са више од двадесет општина и градова у Србији и иностранству.
Учествовали су у изради првог програма Гаранцијског фонда АП Војводине за сто незапослених жена и жена почетница у предузетништву из Севернобанатског управног округа и у оснивању Комисије за родну равноправност која данас ради као саветодавни орган Скупштине Општине Бачки Петровац. Допринели су усвајању Одлуке о равноправности полова у више градова и општина у Србији. Године 2014. су добили признање за достигнућа у области родне равноправности на територији АП Војводине и придружено чланство Европске асоцијације за образовање одраслих у Бриселу 2015.